# اللجنة الأولمبية القطرية
أنشأت اللجنة الأولمبية القطرية في 14 مارس 1979. انضمت اللجنة إلى اللجنة الأولمبية الدولية في 1980 والمجلس الأولمبي الآسيوي في 1981 والاتحاد العربي للألعاب الرياضية في 1982.
بدأت مشاركات دولة قطر في الدورات الأولمبية منذ الدورة (21) بمونتريال - كندا سنة (1976) حيث تمثلت في حضور وفد إداري دون المشاركة في أية منافسات رياضية.

## أول مجلس إدارة
وتشكل أول مجلس إدارة للجنة كالتالي:
- عبد الله بن خليفة آل ثاني.(رئيساً).
- راشد بن حصين النعيمي. (نائبا للرئيس).
- عبد الله بن على آل ثاني.(عضواً).
- سلطان خالد السويدي. (عضواً).
- محمد بن همام العبد الله. (عضواً)
- محمد ناصر النعيمي. (عضواً).
- أحمد بن غانم الرميحي. (عضواً).
- يوسف الساعي.(عضواً).

## قائمة رؤساء اللجنة
ومنذ انشائها تعاقب على رئاسة اللجنة الأولمبية القطرية خمسة رؤساء على النحوالتالي:
- عبد الله بن خليفة آل ثاني. (14 مارس 1979 – 4 سبتمبر 1991).
- محمد بن خالد آل ثاني. (4 سبتمبر 1991 – 11 ديسمبر 1993).
- محمد بن فهد آل ثاني. (11 ديسمبر 1993 – 13 يونيو 1995).
- سعود بن خالد آل ثاني. (14 يونيو 1995 – 11 ديسمبر 2000).
- تميم بن حمد آل ثاني. (12 ديسمبر 2000 – 6 مايو 2015).
- جوعان بن حمد آل ثاني. (7 مايو 2015 – حتى الآن).

## الرياضات الأولمبية
يشارك في الألعاب الأولمبية ما مجموعه 40 رياضةً، منها 32 ستظهر في الألعاب الأولمبية الصيفية المقبلة باريس 2024 وتسع رياضات في ميلانو كورتينا 2026، الألعاب الأولمبية الشتوية القادمة وتحتضن اللجنة الأولمبية القطرية عددا من الرياضات الاولمبية نذكر منها:
الدراجات الهوائية - الفروسية ( قفز الحواجز ) - العاب الفوى - العاب ذوي الاحتياجات الخاصة -اسكواش - الإبحار ( الشراع ) - البادمنتون - التجديف - الترياثلون ( السباق الثلاثي )- الجمباز - الجودو - الرجبي - الرماية - الرياضات الشتوية - الرياضات المائية -القوس والسهم - الكريكت - المبارزة - المصارعة - الملاكمة - الهوكي - غولف - رفع الأثقال - كرة السلة - كرة الطائرة - كرة الطولة ( تنس الطاولة ) - كرة القدم - كرة المضرب ( التنس ) -كرة اليد - لخماسي الحديث (البنتاثلون )

## وصلات خارجية
- الموقع الرسمي